# Болт

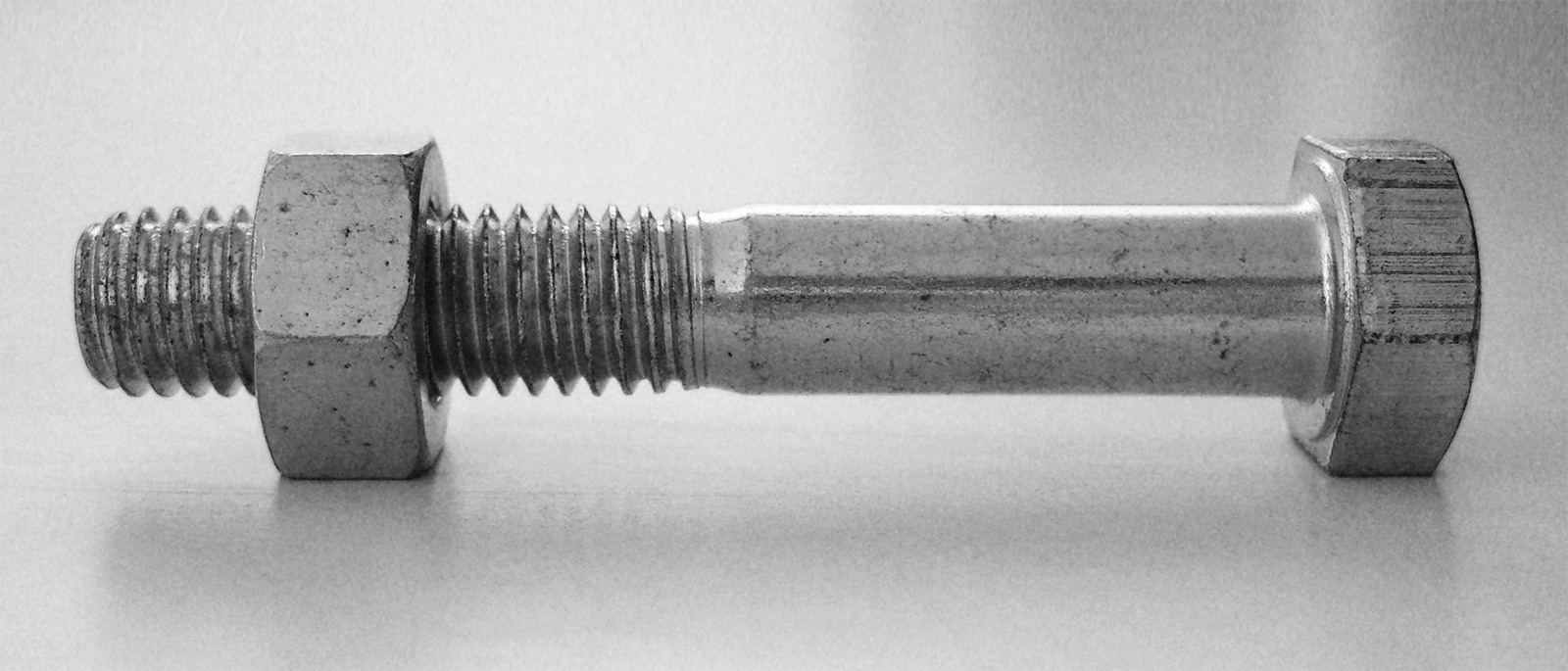
Болт с шестигранной головкой с навинченной гайкой

Условное графическое изображение болта с шестигранной головкой (в исполнении 1 по ГОСТ 7805-70 и ГОСТ 7798-70)

Болтовое соединение с гайкой и пружинной шайбой (шайбой Гровера)
Болтовое соединение с шайбой в теле детали

Болт — крепёжное изделие в форме стержня с наружной резьбой на одном конце, с головкой на другом, образующее соединение при помощи:
- гайки; или
- резьбового отверстия в одном из соединяемых изделий[1].

Наиболее распространённым является болт с шестигранной головкой.
До появления резьбовых соединений болтами называли различные многообразные изделия вытянутой цилиндрической формы, такие как, например, арбалетный болт, но широкое распространение винтовых болтов практически вытеснило из языка другие значения этого слова.

## Классификация болтов
Болты классифицируются по:
- форме
- назначению
- типу, шагу, и направлению резьбы
- классу прочности
- материалу
- покрытию

### Классификация болтов по форме
| Тип | Нормативные документы                                    | Рисунок                                                  |
| --- | -------------------------------------------------------- | -------------------------------------------------------- |
| Болты с шестигранной головкой                                                                                       | ГОСТ 7798-70, ГОСТ 7817-80, ГОСТ 10602-94, ГОСТ 18125-72 | ГОСТ 7798-70, ГОСТ 7817-80, ГОСТ 10602-94, ГОСТ 18125-72 |

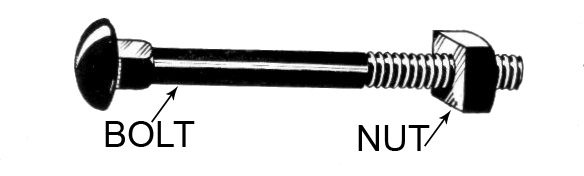
Болт с квадратным подголовком и с квадратной гайкой (используется в деревянных конструкциях, обычно в мебели)

| Болты с шестигранной головкой класса точности B (с диаметром резьбы от 6 до 48 мм)                                  | ГОСТ 7798-70 Исполнение 1                                |                                                          |
| Болты с шестигранной головкой класса точности B (с диаметром резьбы от 6 до 48 мм)                                  | ГОСТ 7798-70 Исполнение 2                                |                                                          |
| Болты с шестигранной головкой класса точности B (с диаметром резьбы от 6 до 48 мм)                                  | ГОСТ 7798-70 Исполнение 3                                |                                                          |
| Болты с шестигранной головкой класса точности B (с диаметром резьбы от 6 до 48 мм)                                  | ГОСТ 7798-70 Исполнение 4                                |                                                          |
| Болты с шестигранной головкой с диаметром резьбы свыше 48 мм класса точности B (с диаметром резьбы от 52 до 150 мм) | ГОСТ 10602-94 (ИСО 4014-88) Исполнение 1                 |                                                          |
| Болты с шестигранной головкой с диаметром резьбы свыше 48 мм класса точности B (с диаметром резьбы от 52 до 150 мм) | ГОСТ 10602-94 (ИСО 4014-88) Исполнение 2                 |                                                          |
| Болты с шестигранной уменьшенной головкой класса точности А для отверстий из-под развёртки                          | ГОСТ 7817-80 Исполнение 1 Исполнение 1a — без отверстия  |                                                          |
| Болты с шестигранной уменьшенной головкой класса точности А для отверстий из-под развёртки                          | ГОСТ 7817-80 Исполнение 2 Исполнение 2a — без отверстия  |                                                          |
| Болты с шестигранной уменьшенной головкой с диаметром резьбы свыше 48 мм (класс точности A и B)                     | ГОСТ 18125-72 Исполнение 1                               |                                                          |
| Болты с шестигранной уменьшенной головкой с диаметром резьбы свыше 48 мм (класс точности A и B)                     | ГОСТ 18125-72 Исполнение 2                               |                                                          |
| Болты с полукруглой головкой                                                                                        | ГОСТ 7783-81, ГОСТ 7801-81, ГОСТ 7802-81                 | ГОСТ 7783-81, ГОСТ 7801-81, ГОСТ 7802-81                 |
| Болты с полукруглой головкой и усом                                                                                 | ГОСТ 7783-81 Исполнение 1                                |                                                          |
| Болты с полукруглой головкой и усом                                                                                 | ГОСТ 7783-81 Исполнение 2                                |                                                          |
| Болты с увеличенной полукруглой головкой и усом класса точности С                                                   | ГОСТ 7801-81                                             |                                                          |
| Болты с увеличенной полукруглой головкой и квадратным подголовком класса точности С                                 | ГОСТ 7802-81                                             |                                                          |
| Болты с потайной головкой                                                                                           | ГОСТ 7785-81, ГОСТ 7786-81, ГОСТ 17673-81                | ГОСТ 7785-81, ГОСТ 7786-81, ГОСТ 17673-81                |
| Болты с потайной головкой и усом                                                                                    | ГОСТ 7785-81 Исполнение 1                                |                                                          |
| Болты с потайной головкой и усом                                                                                    | ГОСТ 7785-81 Исполнение 2                                |                                                          |
| Болты с потайной головкой и квадратным подголовком класса точности С (с диаметром резьбы от 6 до 20 мм)             | ГОСТ 7786-81                                             |                                                          |
| Болты с увеличенной потайной головкой и квадратным подголовком класса точности С (с диаметром резьбы от 5 до 16 мм) | ГОСТ 17673-81                                            |                                                          |
| Болты откидные | ГОСТ 3033-78                                             | ГОСТ 3033-78                                             |
| Болты откидные с круглой головкой                                                                                   | ГОСТ 3033-78 Исполнение 1                                |                                                          |
| Болты откидные с круглой головкой и отверстием под шплинт                                                           | ГОСТ 3033-78 Исполнение 2                                |                                                          |
| Болты откидные с вилкой                                                                                             | ГОСТ 3033-78 Исполнение 3                                |                                                          |
| Болты анкерные | ГОСТ 24379.1-2012                                        | ГОСТ 24379.1-2012                                        |
| Болты фундаментные изогнутые                                                                                        | ГОСТ 24379.1-2012 Исполнение 1                           |                                                          |
| Болты фундаментные изогнутые                                                                                        | ГОСТ 24379.1-2012 Исполнение 2                           |                                                          |
| Болты фундаментные с анкерной плитой                                                                                | ГОСТ 24379.1-2012 Исполнение 1                           |                                                          |
| Болты фундаментные с анкерной плитой                                                                                | ГОСТ 24379.1-2012 Исполнение 2                           |                                                          |
| Болты фундаментные с анкерной плитой                                                                                | ГОСТ 24379.1-2012 Исполнение 3                           |                                                          |
| Болты фундаментные составные                                                                                        | ГОСТ 24379.1-2012 Исполнение 1                           |                                                          |
| Болты фундаментные составные                                                                                        | ГОСТ 24379.1-2012 Исполнение 2                           |                                                          |
| Болты фундаментные съёмные                                                                                          | ГОСТ 24379.1-2012 Исполнение 1                           |                                                          |
| Болты фундаментные съёмные                                                                                          | ГОСТ 24379.1-2012 Исполнение 2                           |                                                          |
| Болты фундаментные съёмные                                                                                          | ГОСТ 24379.1-2012 Исполнение 3                           |                                                          |
| Болты фундаментные с коническим концом                                                                              | ГОСТ 24379.1-2012 Исполнение 1                           |                                                          |
| Болты фундаментные с коническим концом                                                                              | ГОСТ 24379.1-2012 Исполнение 2                           |                                                          |
| Болты фундаментные с коническим концом                                                                              | ГОСТ 24379.1-2012 Исполнение 3                           |                                                          |
| Болты фундаментные прямые                                                                                           | ГОСТ 24379.1-2012                                        |                                                          |
| Болты прочие | —                                                        | —                                                        |
| Рым-болты | ГОСТ 4751-73*                                            |                                                          |
| Болты с фланцем | DIN 6921                                                 |                                                          |
| Болты Хилти |                                                          |                                                          |

### Классификация болтов по назначению
- Лемешные — используются для крепления навесного оборудования для сельскохозяйственных машин. Класс прочности: 3.6; 4.6; 4.8; 5.6; 5.8; 8.8.
- Мебельные — используются в мебельной промышленности и строительстве. Класс прочности: 3.6; 4.6; 4.8; 5.6; 5.8.
- Дорожные — используются для дорожных ограждений, для специальных металлоконструкций. Класс прочности: 3.6; 4.6; 4.8; 5.6; 5.8; 8.8.
- Машиностроительные — используются в машиностроении, автомобилестроении, приборостроении и строительстве в качестве деталей соединения. Класс прочности: 3.6; 4.6; 4.8; 5.6; 5.8; 8.8; 10.9; 12.9.
- Строительные — используются как изделия для крепления железобетонных стен и перекрытий к стальным балкам и/или колоннам, так называемые стад-болты — гибкие упоры, анкера в виде калиброванных гладких коротких стержней с головками (шляпками, как у обычных болтов) или коротких арматурных стержней периодического профиля, привариваемых одним концом к стальной конструкции — верхнему поясу балки (через профилированный настил) или стенке колонны[2][3][4][5].

### Типоразмеры болтов

#### Метрические болты
Основные типоразмеры болтов согласно ГОСТ 7805-70 (метрические резьбы):
- Диаметр М6: длина стержня: от 10 мм до 90 мм;
- Диаметр М8: длина стержня: от 16 мм до 100 мм;
- Диаметр М10: длина стержня: от 18 мм до 200 мм;
- Диаметр М12: длина стержня: от 20 мм до 260 мм;
- Диаметр М14: длина стержня: от 22 мм до 300 мм.

Маркировка содержит диаметр болта, длину стержня и нормативный документ, например: «Болт М8×65 ГОСТ 7805-70».

#### Дюймовые болты
Дюймовые резьбы болтов традиционно применяются в США, при этом диаметр, шаг и другие параметры выражены в долях дюйма.
| METRIC  | Size   | Size  | Nominal (Major) | Coarse Thread (UNC) | Coarse Thread (UNC) | Coarse Thread (UNC) | Coarse Thread (UNC) | Fine Thread (UNF) | Fine Thread (UNF) | Fine Thread (UNF) | Fine Thread (UNF) |
| mm      | Size   | Size  | Diameter [in]   | mm                  | Threads             | Tensile Stress      | Minor               | mm                | Threads           | Tensile Stress    | Minor             |
|         | Size   | Size  |                 | METRIC              | Per Inch            | Area [in2]          | Area [in2]          | METRIC            | Per Inch          | Area [in2]        | Area [in2]        |
| 1.5240  | #0     | 1/16" | 0.06            |                     | —                   | —                   | —                   | 0.318             | 80                | 0.0018            | 0.00151           |
| 1.8542  | #1     | 5/64" | 0.073           | 0.397               | 64                  |                     |                     | 0.353             | 72                |                   |                   |
| 2.1844  | #2     | 3/32" | 0.086           | 0.454               | 56                  | 0.0037              | 0.0031              | 0.397             | 64                | 0.00394           | 0.00339           |
| 2.5146  | #3     |       | 0.099           | 0.529               | 48                  |                     |                     | 0.454             | 56                |                   |                   |
| 2.8448  | #4     | 7/64" | 0.112           | 0.635               | 40                  | 0.00604             | 0.00496             | 0.529             | 48                | 0.00661           | 0.00566           |
| 3.1750  | #5     | 1/8"  | 0.125           | 0.635               | 40                  | 0.00796             | 0.00672             | 0.577             | 44                | 0.0083            | 0.00716           |
| 3.5052  | #6     | 9/64" | 0.138           | 0.794               | 32                  | 0.00909             | 0.00745             | 0.635             | 40                | 0.01015           | 0.00874           |
| 3.8354  | #7     |       | 0.151           | 0.794               | 32                  |                     |                     | 0.635             | 40                |                   |                   |
| 4.1656  | #8     | 5/32" | 0.164           | 0.794               | 32                  | 0.014               | 0.01196             | 0.706             | 36                | 0.01474           | 0.01285           |
| 4.4958  | #9     |       | 0.177           |                     |                     |                     |                     |                   |                   |                   |                   |
| 4.8260  | #10    | 3/16" | 0.19            | 1.058               | 24                  | 0.0175              | 0.0145              | 0.794             | 32                | 0.02              | 0.0175            |
| 5.1562  | #11    |       | 0.203           | 1.058               | 24                  |                     |                     | 0.794             | 32                |                   |                   |
| 5.4864  | #12    | 7/32" | 0.216           | 1.058               | 24                  |                     |                     | 0.794             | 32                |                   |                   |
| 6.3500  | 1/4"   |       | 0.25            | 1.270               | 20                  | 0.0318              | 0.0269              | 0.907             | 28                | 0.0364            | 0.0326            |
| 7.9375  | 5/16"  |       | 0.3125          | 1.411               | 18                  | 0.0524              | 0.0454              | 1.058             | 24                | 0.058             | 0.0524            |
| 9.5250  | 3/8"   |       | 0.375           | 1.588               | 16                  | 0.0775              | 0.0678              | 1.058             | 24                | 0.0878            | 0.0809            |
| 11.1125 | 7/16"  |       | 0.4375          | 1.814               | 14                  | 0.1063              | 0.0933              | 1.270             | 20                | 0.1187            | 0.109             |
| 12.7000 | 1/2"   |       | 0.5             | 1.954               | 13                  | 0.1419              | 0.1257              | 1.270             | 20                | 0.1599            | 0.1486            |
| 14.2875 | 9/16"  |       | 0.5625          | 2.117               | 12                  | 0.182               | 0.162               | 1.411             | 18                | 0.203             | 0.189             |
| 15.8750 | 5/8"   |       | 0.625           | 2.309               | 11                  | 0.226               | 0.202               | 1.411             | 18                | 0.256             | 0.24              |
| 19.0500 | 3/4"   |       | 0.75            | 2.540               | 10                  | 0.334               | 0.302               | 1.588             | 16                | 0.373             | 0.351             |
| 22.2250 | 7/8"   |       | 0.875           | 2.822               | 9                   | 0.462               | 0.419               | 1.814             | 14                | 0.509             | 0.48              |
| 25.4000 | 1"     |       | 1               | 3.175               | 8                   | 0.606               | 0.551               | 2.117             | 12                | 0.663             | 0.625             |
| 28.5750 | 1-1/8" |       | 1.125           | 3.629               | 7                   | 0.763               | 0.693               | 2.117             | 12                | 0.856             | 0.812             |
| 31.7500 | 1-1/4" |       | 1.25            | 3.629               | 7                   | 0.969               | 0.89                | 2.117             | 12                | 1.073             | 1.024             |
| 34.9250 | 1-3/8" |       | 1.375           | 4.233               | 6                   | 1.155               | 1.054               | 2.117             | 12                | 1.315             | 1.26              |
| 38.1000 | 1-1/2" |       | 1.5             | 4.233               | 6                   | 1.405               | 1.294               | 2.117             | 12                | 1.581             | 1.521             |
| 41.2750 | 1-5/8" |       | 1.625           | 3.175               | 8                   |                     |                     |                   |                   |                   |                   |
| 44.4500 | 1-3/4" |       | 1.75            | 5.080               | 5                   | 1.9                 | 1.74                |                   | —                 | —                 | —                 |
| 47.6250 | 1-7/8" |       | 1.875           | 5.080               | 5                   |                     |                     |                   |                   |                   |                   |
| 50.8000 | 2"     |       | 2               | 5.644               | 4.5                 | 2.5                 | 2.3                 |                   | —                 | —                 | —                 |
| 31.7500 | 1-1/4" |       | 1.25            | 5.644               | 4.5                 |                     |                     |                   |                   |                   |                   |
| 63.5000 | 2-1/2" |       | 2.5             | 6.350               | 4                   |                     |                     |                   |                   |                   |                   |
| 69.8500 | 2-3/4" |       | 2.75            | 6.350               | 4                   |                     |                     |                   |                   |                   |                   |
| 76.2000 | 3"     |       | 3               | 6.350               | 4                   |                     |                     |                   |                   |                   |                   |

### Класс прочности болтов

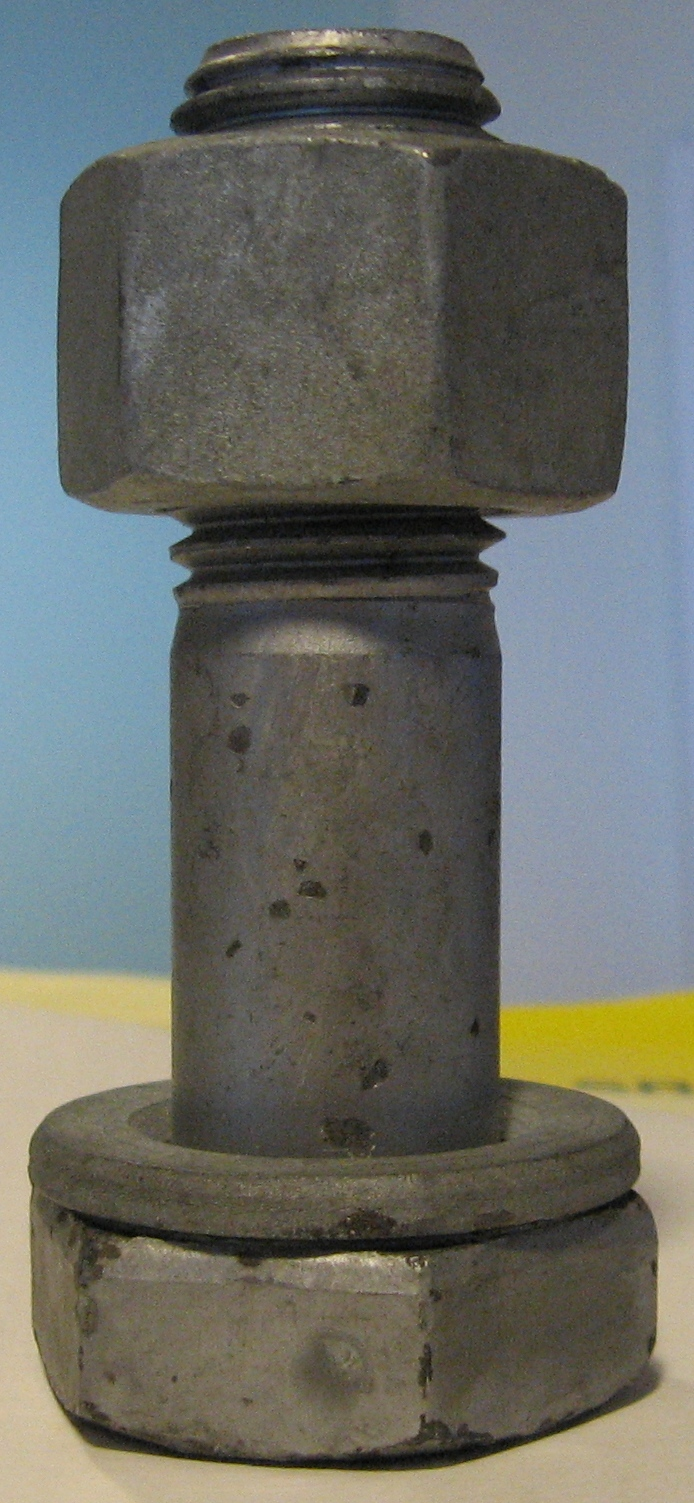
Строительный болт с шестигранной гайкой и шайбой

Механические свойства болтов, винтов и шпилек из углеродистых нелегированных и легированных сталей по ГОСТ Р 52627-2006 (ISO 898/1-78) при комнатной температуре характеризуют 11 классов прочности: 3.6; 4.6; 4.8; 5.6; 5.8; 6.6; 6.8; 8.8; 9.8; 10.9; 12.9. Первое число, умноженное на 100, определяет номинальное временное сопротивление в Н/мм², второе число (отделённое точкой от первого), умноженное на 10, — отношение предела текучести к временному сопротивлению в процентах. Произведение чисел, умноженное на 10, определяет номинальный предел текучести в Н/мм2.
Высокопрочные болты используются в соединениях деталей сельскохозяйственных машин, железнодорожных креплений, креплений деталей и соединений кранов, в мостостроении и т. д.
В России к высокопрочным, согласно ГОСТ, принято относить болты, изготовленные по классу прочности 6.8, 8.8, 9.8, 10.9, 12.9. Прочностные характеристики болтов определяются выбором соответствующей марки стали и технологией их изготовления. Современная технология изготовления высокопрочных болтов базируется на использовании методов холодной или горячей высадки и накатки резьбы на специальных автоматах с последующей термообработкой и нанесением покрытия.
Применяются различные холодно- и горячевысадочные автоматы, способные изготавливать высокопрочные болты с высокой производительностью (100—200 шт./мин).
В качестве исходного сырья используется проволока из низкоуглеродистых и легированных сталей (с содержанием углерода не более 0,40 %) марок 20, 20КП, 35, 35Х 20Г2Р, 65Г, 40Х и других, обеспечивающих требуемый класс прочности.
Механические свойства высокопрочных болтов также определяются свойствами используемой стали и последующей термической обработкой в электропечах с защитной средой, предотвращающей обезуглероживание изделий.

### Классификация болтов по материалу
Болты изготавливаются из сплавов металлов и полимеров.

## Оборудование для болтовых соединений
Оборудование для закручивания болтов
Для закручивания болтов могут применяться следующее оборудование и механизмы:
- Ключи
  - Гаечный ключ
  - Динамометрический ключ
    - Гидравлический динамометрический ключ[англ.]

  - Торцевой ключ

Оборудование для забивки болтов
- Кувалда

## Испытания болтов и болтовых соединений
Испытание Юнкера — это механическое испытание для определения точки, в которой болтовое соединение теряет предварительную нагрузку при воздействии сдвигающей нагрузки, вызванной поперечной вибрацией.

## В искусстве

Эмодзи-болт

- Песня ска-панк группы «Ляпис Трубецкой» из альбома Культпросвет.
- Балет Д. Д. Шостаковича «Болт».

### Нормативная литература
- ГОСТ 11530-2014 Болты для рельсовых стыков. Технические условия.
- ГОСТ 16016-2014 Болты клеммные для рельсовых скреплений железнодорожного пути. Технические условия.
- ГОСТ 18126-94 Болты и гайки с диаметром резьбы свыше 48 мм. Общие технические условия.
- ГОСТ 16017-2014 Болты закладные для рельсовых скреплений железнодорожного пути. Технические условия.
- ГОСТ ISO 3506-1-2014 Механические свойства крепёжных изделий из коррозионно-стойкой нержавеющей стали. Часть 1. Болты, винты и шпильки.
- ГОСТ ISO 898-1-2014 Механические свойства крепёжных изделий из углеродистых и легированных сталей. Часть 1. Болты, винты и шпильки установленных классов прочности с крупным и мелким шагом резьбы.
- ГОСТ Р 56790-2015 Композиты полимерные. Метод определения прочности на смятие и трансферной прочности ламинатов, соединённых двумя болтами.
- ГОСТ EN 28839-2015 Механические свойства крепёжных изделий. Болты, винты, шпильки и гайки из цветных металлов.
- ГОСТ ISO 898
  - ГОСТ ISO 898-1-2014 Механические свойства крепёжных изделий из углеродистых и легированных сталей. Часть 1. Болты, винты и шпильки установленных классов прочности с крупным и мелким шагом резьбы.
  - ГОСТ ISO 898-7-2015 Механические свойства крепёжных изделий. Часть 7. Испытание на кручение и минимальные крутящие моменты для болтов и винтов номинальных диаметров от 1 до 10 мм.
- ASTM A325[англ.]-2014 заменён ASTM F3125/F3125M-22 «Стандартные технические условия на высокопрочные конструкционные болты и узлы из стали и легированной стали, термообработанные, размеры в дюймах 120 и 150 тысяч фунтов на квадратный дюйм. Минимальная прочность на растяжение и метрические размеры 830 МПа и 1040 МПа. Минимальная прочность на растяжение» = «Standard Specification for High Strength Structural Bolts and Assemblies, Steel and Alloy Steel, Heat Treated, Inch Dimensions 120 ksi and 150 ksi Minimum Tensile Strength, and Metric Dimensions 830 MPa and 1040 MPa Minimum Tensile Strength».
- ASTM F568M[англ.] «Стандартные технические условия для метрических крепёжных изделий с наружной резьбой из углеродистой и легированной стали» = «Standard Specification for Carbon and Alloy Steel Externally Threaded Metric Fasteners».
- ISO 898[англ.] «Механические свойства крепёжных изделий из углеродистой и легированной стали» = «Mechanical properties of fasteners made of carbon steel and alloy steel».
- DIN 933[дат.] заменён ISO 4017[дат.]
- DIN 6921[дат.]

Изделия крепёжные
- ГОСТ ISO 10684-2015 Изделия крепёжные. Покрытия, нанесённые методом горячего цинкования.
- ГОСТ ISO 4759-1-2015 Изделия крепёжные. Допуски. Часть 1. Болты, винты, шпильки и гайки. Классы точности А, В и С.
- ГОСТ ISO 6157-1-2015 Изделия крепёжные. Дефекты поверхности. Часть 1. Болты, винты и шпильки общего назначения.
- ГОСТ ISO 6157-3-2014 Изделия крепёжные. Дефекты поверхности. Часть 3. Болты, винты и шпильки специальные.

Болты с шестигранной головкой
- ГОСТ 7796-70 Болты с шестигранной уменьшенной головкой класса точности В. Конструкция и размеры.
- ГОСТ Р ИСО 4014-2013 Болты с шестигранной головкой. Классы точности А и В.
- ГОСТ Р 50791-95 (ИСО 4015-79) Болты с шестигранной головкой с уменьшенным стержнем класса точности В (диаметр стержня приблизительно равен среднему диаметру резьбы). Технические условия.
- ГОСТ Р ИСО 4016-2013 Болты с шестигранной головкой. Класс точности С.
- ГОСТ Р ИСО 8765-2013 Болты с шестигранной головкой с мелким шагом резьбы. Классы точности А и В.
- ГОСТ ISO 4162-2014 Болты с шестигранной уменьшенной головкой с фланцем. Класс точности А с приводом класса точности В.
- ГОСТ ISO 15071-2014 Болты с шестигранной уменьшенной головкой с фланцем. Класс точности А.

Болты фундаментные
- ГОСТ 24379.0-2012 Болты фундаментные. Общие технические условия.
- ГОСТ 24379.1-2012 Болты фундаментные. Конструкция и размеры.

### Техническая литература
- Богданов В. Н., Малежик И. Ф., Верхола А. П. и др. Справочное руководство по черчению / Рецензенты: доц. В. Б. Мартынов, доц. Л. А. Калычева. — илл. — М.: «Машиностроение», 1989. — С. 864. — 80 000 экз. — ISBN 5-217-00403-7.
- ГОСТ 27017-86 «Изделия крепёжные. Термины и определения.»
- Фрик Э. Л. Болт // Энциклопедический словарь Брокгауза и Ефрона : в 86 т. (82 т. и 4 доп.). — СПб., 1890—1907.